# Dancing with Myself
Dancing with Myself ist ein Pop-Punk-Song, der im Oktober 1980 erstmals in Großbritannien von der New-Wave-Band Gen X kommerziell veröffentlicht wurde und dort Platz 60 der Singles-Charts erreichte. Er wurde 1982 vom ehemaligen Sänger der Band, Billy Idol, in einer neu gemischten Version erneut veröffentlicht.
2014 benannte Billy Idol seine Autobiographie nach dem Song.

## Entstehung und Inhalt
Die Inspiration für das Lied entstand während einer Japan-Tournee der englischen Post-Punk-Band Generation X Mitte 1979.

„Irgendwann musste ich daran denken, wie wir einige Wochen zuvor auf einer Promo-Tour in Tokio in ein paar Discos gewesen waren, in denen die Kids mit ihren eigenen Spiegelbildern tanzten wie bei Saturday Night Fever. Ich hatte zu Tony gesagt: »Hey, they’re dancing with themselves – die tanzen mit sich selbst.« Und er hatte geantwortet: »Das könnte ein Songtitel sein.« Ausgehend von dieser Erinnerung bastelte ich einen Refrain mit E-A-H im 4/4-Takt und fragte mich, ob man darauf nicht auch einen Text legen könnte. Als Tony kam, zeigte ich ihm, was ich hatte, und wir schrieben ein paar Zeilen über eine Nacht in einem Club irgendwo auf der Welt, in dem ein einsamer Tänzer den Spiegel mit seinen eigenen sinnlichen Bewegungen erfüllt.“

Der Song wurde von Generation X während der Demo-Sessions Mitte 1979 in den Olympic Studios in West London geschrieben und erstmals aufgenommen. Diese Demoaufnahme wurde erstmals nachträglich auf dem Longplayer K.M.D.-Sweet Revenge (1998) kommerziell veröffentlicht. Nachdem sich diese Band später in diesem Jahr getrennt hatte, benannten Billy Idol und Tony James den Act in Gen X um, und in Produktionssitzungen mit Keith Forsey für einen neuen Longplayer in den AIR Studios in London Mitte 1980 wurde der Song für die kommerzielle Veröffentlichung als Single neu aufgenommen. Die Gitarrenteile des Songs waren eine Mischung aus dem Spiel von drei Gitarristen mit deutlich unterschiedlichen Stilen: Steve New spielt die Leadspuren, Steve Jones spielt den Rhythmus, und Danny Kustow fügt eine weitere Ebene hinzu. Beim Verkaufsbeginn im Oktober 1980 als Vorabsingle von Kiss Me Deadly (1981), dem kommenden Longplayer der neuen Band, erreichte die Single Platz 60 der UK Singles Charts. Das Porträtbild von Billy Idol auf dem Cover der Veröffentlichung von 1980 wurde von Iain McKell fotografiert. Ein 4:50 Minuten dauernder gekürzter Remix der 6:05 Minuten langen Gen-X-Extended-Version erschien am 3. Dezember 1981 auf Idols EP Don’t Stop.

## Version von Billy Idol
Ende 1981 ließ Idol, der nach der Auflösung von Gen X nun Solokünstler war, Forsey das Album für seine Veröffentlichung als Single in den USA remixen. Dabei wurden die Gitarren- und Bassspuren der britischen Veröffentlichung 1980 etwas in den Hintergrund gemischt, die Gesangs- und Percussionspuren jedoch hervorgehoben, um einen rhythmischeren Sound für den amerikanischen Markt zu erzeugen. Es wurde Idols erste Hit-Single in den USA und startete dort seine Karriere. Die Single, die 1982 erschien und 1983 für verschiedene Märkte neu aufgelegt wurde, erreichte Platz 27 in den Hot Dance Play Charts sowie im Jahr 1983 Platz neun der neuseeländischen Charts. Verschiedene Versionen wurden veröffentlicht: eine 3:20 Minuten lange Single-Version sowie die 6:05 Minuten lange 12"-Version. Ein 12"-Remix (3:07) erschien 1984 auf der Kompilation Heat-Hits, und der 5:57 Minuten dauernde Uptown-Mix erschien unter anderem auf der Kompilation Vital Idol. Hinzu kommen noch Live-Versionen.

## Musikvideo
Für die US-Single 1982 wurde unter der Regie von Tobe Hooper ein Musikvideo für den gerade gestarteten Musiksender MTV gedreht, in dem Billy Idol in einem Szenario aus dem Kinofilm The Omega Man von 1971 eine einsame Figur in einem postapokalyptischen Stadtbild spielte. Auf einem Wolkenkratzerdach wird er von mutierten Gestalten unten auf der Straße belagert. Das offizielle Musikvideo wurde auf YouTube mehr als 83 Millionen Mal abgerufen (Stand: März 2024).